# Salomonische Futsalnationalmannschaft
Die salomonische Futsalnationalmannschaft ist eine repräsentative Auswahl salomonischer Futsalspieler. Die Mannschaft vertritt den salomonischen Fußballverband bei internationalen Begegnungen. Das Team gewann von 2008 bis 2011 vier Mal in Folge die Ozeanienmeisterschaft und nahm 2008 nach der Beachsoccer-Nationalmannschaft als zweite salomonische Auswahl überhaupt an der Endrunde eines FIFA-Wettbewerbs teil. Trotz der Erfolge in Ozeanien und der drei Teilnahmen an der Weltmeisterschaft, gibt es im Land lange keinen eigenen Futsalplatz. Kurz nach der Weltmeisterschaft 2016 in Kolumbien gab die salomonische Regierung, zusammen mit dem salomonischen Fußballverband, bekannt, mit finanzieller Unterstützung der FIFA einen Futsalplatz im Osten der Hauptstadt Honiara zu bauen. Die Eröffnung der Friendship Hall fand im November 2022 statt.

## Abschneiden bei Turnieren
Die salomonische Auswahl nahm erstmals 2004 an der Ozeanienmeisterschaft teil und belegte den vorletzten Rang. Vier Jahre später profitierte man von der Abwesenheit des Seriensiegers Australien, dessen Verband 2006 in die Asian Football Confederation gewechselt war. Durch den Sieg bei den Ozeanienmeisterschaften qualifizierte man sich für die WM-Endrunde 2008 in Brasilien, bei der man allerdings chancenlos war, und unter anderem gegen Russland mit dem WM-Rekordergebnis von 31:2 unterlag. Nach der WM behauptete das salomonische Nationalteam seine Vormachtstellung in Ozeanien und gewann auch die folgenden drei Wettbewerbe in den Jahren 2009, 2010 und 2011. Mit dem Sieg bei der Austragung 2011 qualifizierte sich die Mannschaft auch für die Weltmeisterschaft 2012 in Thailand. Die Salomonen konnte in der Weltmeisterschaft 2012 ihren ersten WM-Sieg mit 4:3 gegen die Guatemaltekische Auswahl feiern. Bei der Weltmeisterschaft 2016 in Brasilien  sowie der Weltmeisterschaft 2021 in Litauen schied die Mannschaft ohne Sieg in der Vorrunde aus. Für die Weltmeisterschaft 2024 in Usbekistan konnte sich das Team zum ersten Mal seit 2008 nicht qualifizieren.

## Turnierbilanzen

### Weltmeisterschaft
| Futsal-Weltmeisterschaft | Futsal-Weltmeisterschaft | Futsal-Weltmeisterschaft | Futsal-Weltmeisterschaft | Futsal-Weltmeisterschaft | Futsal-Weltmeisterschaft | Futsal-Weltmeisterschaft | Futsal-Weltmeisterschaft |
| Jahr                     | Runde                    | Gespielt                 | Gewonnen                 | Unentschieden            | Verloren                 | Tore                     | Gegentore                |
| ------------------------ | ------------------------ | ------------------------ | ------------------------ | ------------------------ | ------------------------ | ------------------------ | ------------------------ |
| Niederlande 1989         | nicht teilgenommen       | –                        | –                        | –                        | –                        | –                        | –                        |
| Hongkong 1992            | nicht teilgenommen       | –                        | –                        | –                        | –                        | –                        | –                        |
| Spanien 1996             | nicht teilgenommen       | –                        | –                        | –                        | –                        | –                        | –                        |
| Guatemala 2000           | nicht teilgenommen       | –                        | –                        | –                        | –                        | –                        | –                        |
| Taiwan 2004              | nicht qualifiziert       | –                        | –                        | –                        | –                        | –                        | –                        |
| Brasilien 2008           | Vorrunde                 | 4                        | 0                        | 0                        | 4                        | 6                        | 69                       |
| Thailand 2012            | Vorrunde                 | 3                        | 1                        | 0                        | 2                        | 7                        | 30                       |
| Kolumbien 2016           | Vorrunde                 | 3                        | 0                        | 0                        | 3                        | 5                        | 21                       |
| Litauen 2021             | Vorrunde                 | 3                        | 0                        | 0                        | 3                        | 4                        | 22                       |
| Usbekistan 2024          | nicht qualifiziert       | –                        | –                        | –                        | –                        | –                        | –                        |
| Insgesamt                | 4/10                     | 13                       | 1                        | 0                        | 12                       | 22                       | 142                      |

### Ozeanienmeisterschaft
| Futsal-Ozeanienmeisterschaft | Futsal-Ozeanienmeisterschaft | Futsal-Ozeanienmeisterschaft | Futsal-Ozeanienmeisterschaft | Futsal-Ozeanienmeisterschaft | Futsal-Ozeanienmeisterschaft | Futsal-Ozeanienmeisterschaft | Futsal-Ozeanienmeisterschaft |
| Jahr                         | Runde                        | Gespielt                     | Gewonnen                     | Unentschieden                | Verloren                     | Tore                         | Gegentore                    |
| ---------------------------- | ---------------------------- | ---------------------------- | ---------------------------- | ---------------------------- | ---------------------------- | ---------------------------- | ---------------------------- |
| Australien 1992              | nicht teilgenommen           | –                            | –                            | –                            | –                            | –                            | –                            |
| Vanuatu 1996                 | nicht teilgenommen           | –                            | –                            | –                            | –                            | –                            | –                            |
| Vanuatu 1999                 | nicht teilgenommen           | –                            | –                            | –                            | –                            | –                            | –                            |
| Australien 2004              | 5. Platz                     | 5                            | 1                            | 0                            | 4                            | 12                           | 31                           |
| Fidschi 2008                 | Sieger                       | 6                            | 5                            | 0                            | 1                            | 41                           | 19                           |
| Fidschi 2009                 | Sieger                       | 4                            | 4                            | 0                            | 0                            | 32                           | 7                            |
| Fidschi 2010                 | Sieger                       | 6                            | 6                            | 0                            | 0                            | 59                           | 16                           |
| Fidschi 2011                 | Sieger                       | 5                            | 5                            | 0                            | 0                            | 49                           | 10                           |
| Neuseeland 2013              | 5. Platz                     | 3                            | 1                            | 0                            | 2                            | 11                           | 15                           |
| Neukaledonien 2014           | nicht teilgenommen           | –                            | –                            | –                            | –                            | –                            | –                            |
| Fidschi 2016                 | Sieger                       | 5                            | 5                            | 0                            | 0                            | 23                           | 3                            |
| Neukaledonien 2019           | Sieger                       | 5                            | 5                            | 0                            | 0                            | 34                           | 11                           |
| Fidschi 2022                 | 2. Platz                     | 5                            | 4                            | 0                            | 1                            | 33                           | 20                           |
| Neuseeland 2023              | 3. Platz                     | 5                            | 2                            | 2                            | 1                            | 27                           | 16                           |
| Insgesamt                    | 10/14                        | 49                           | 37                           | 3                            | 9                            | 321                          | 148                          |

### Konföderationen-Pokal
| Futsal-Konföderationen-Pokal | Futsal-Konföderationen-Pokal | Futsal-Konföderationen-Pokal | Futsal-Konföderationen-Pokal | Futsal-Konföderationen-Pokal | Futsal-Konföderationen-Pokal | Futsal-Konföderationen-Pokal | Futsal-Konföderationen-Pokal |
| Jahr                         | Runde                        | Gespielt                     | Gewonnen                     | Unentschieden                | Verloren                     | Tore                         | Gegentore                    |
| ---------------------------- | ---------------------------- | ---------------------------- | ---------------------------- | ---------------------------- | ---------------------------- | ---------------------------- | ---------------------------- |
| Libyen 2009                  | 5. Platz                     | 4                            | 0                            | 1                            | 3                            | 12                           | 29                           |
| Brasilien 2013               | nicht teilgenommen           | –                            | –                            | –                            | –                            | –                            | –                            |
| Kuwait 2014                  | nicht teilgenommen           | –                            | –                            | –                            | –                            | –                            | –                            |
| Thailand 2014                | nicht teilgenommen           | –                            | –                            | –                            | –                            | –                            | –                            |
| Insgesamt                    | 1/4                          | 4                            | 0                            | 1                            | 3                            | 12                           | 29                           |